# 倪四道
倪四道（1970年8月24日—），江苏徐州人，中国科学技术大学地球和空间科学学院教授，主要从事全球地震学、深部地震物理等方面的研究工作。入选中华人民共和国教育部第七批“长江学者”特聘教授，2023年11月当选中国科学院院士。曾就读于加州理工学院。